# The Heir
A herdeira (The Heir, originalmente) é o quarto livro da série de livros A Seleção. A história é baseada na filha de Maxon e America, Eadlyn, que se vê obrigada a participar de uma nova seleção, para ajudar os seus pais e distrair o país, já que o país está passando por um momento difícil.        

Vinte anos atrás, America Singer participou da Seleção e conquistou o coração do príncipe Maxon. Agora chegou a vez da princesa Eadlyn, filha do casal, nascida após dois anos do governo de seus pais. Prestes a conhecer os trinta e cinco pretendentes que irão disputar sua mão numa nova Seleção, ela não tem esperanças de viver um conto de fadas como o de seus pais… Mas assim que a competição começa, ela percebe que encontrar seu príncipe encantado talvez não seja tão impossível quanto parecia.

## Personagens
- America Singer Schreave: Vencedora da última seleção, esposa de Maxon, com quem teve quatro filhos.
- Maxon Schreave: Rei de Illéa, marido de America.
- Eadlyn Schreave: Filha primogênita de America e Maxon. Irmã gêmea de Ahren, nasceu sete minutos antes. 18 anos. Herdeira do trono, futura rainha.
- Ahren Schreave: Irmão gêmeo de Eadlyn. Namora Camile, futura rainha da França.
- Kaden Schreave: 14 anos, irmão de Eadlyn, Ahren e Osten.
- Osten Schreave: 10 anos, irmão mais novo. É o mais sapeca de todos os irmãos.
- Madame Marlee: Mora no palácio com a família real, uma das melhores amigas de America. Casada com o soldado Woodwork,com quem tem dois filhos: Josie 15 anos, e Kile 19 anos.
- Kile Woodwork: Apaixonado por arquitetura; Alguém o escreveu na Seleção e ele acabou sendo um dos selecionados. Eadlyn o descreve como insuportável, mas depois acabam ficando "amigos".
- Josie Woodwork: Sonha em ser que nem Eadlyn. É descrita por Eadlyn como insuportável também.
- Madame Lucy: Mora no palácio, é casada com o general Leger (Aspen). Não conseguiu ter filhos nem adotar, e ressente muito por isso.
- Aspen Leger: General real e marido de Lucy.
- Camille: Namorada de Ahren, filha de Daphne.
- Eikko(Erik) Petteri Koskinen: Tradutor de Henri Jaakoppi.
- Henri Jaakoppi: Participante da Elite.
- Hale Garner:Participante da Elite.
- Ean Cable:Participante da Elite.